# Claoxylon kingii
Claoxylon kingii är en törelväxtart som beskrevs av Joseph Dalton Hooker och Henry Nicholas Ridley. Claoxylon kingii ingår i släktet Claoxylon och familjen törelväxter. Inga underarter finns listade i Catalogue of Life.